# 米布丁

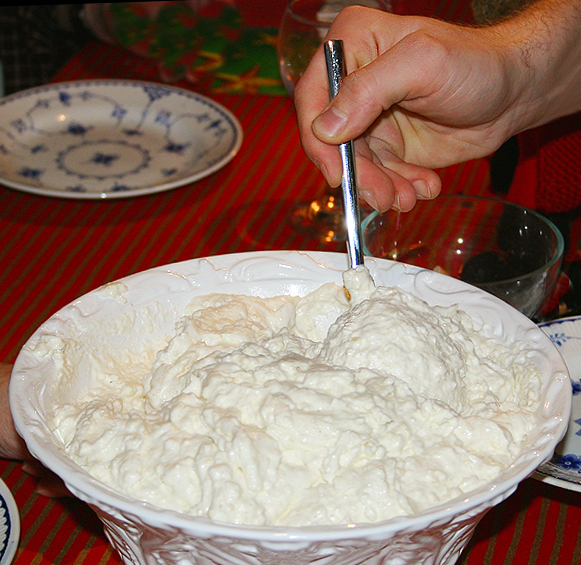
丹麦的米布丁

米布丁（英語：rice pudding），又稱大米布丁，是一种流行于全世界各个国家与地区的甜品。制作这种甜品主要材料有米、奶、糖。有时候，还会在米布丁中适当地加上肉桂和葡萄乾，以此来改善米布丁的口味。